# Dysoxylum cauliflorum
Dysoxylum cauliflorum är en tvåhjärtbladig växtart som beskrevs av William Philip Hiern. Dysoxylum cauliflorum ingår i släktet Dysoxylum och familjen Meliaceae. Inga underarter finns listade i Catalogue of Life.